# Tiên Lập
Tiên Lập is een xã in het district Tiên Phước, een van de districten in de Vietnamese provincie Quảng Nam. Tiên Lập heeft ruim 2800 inwoners op een oppervlakte van 25,3 km².

## Geografie en topografie
Tiên Lập ligt in het zuiden van de huyện Tiên Phước. In het zuiden grenst Tiên Lập aan huyện Bắc Trà My. De aangrenzende xã's in Bắc Trà My zijn Trà Đông en Trà Kót. In het oosten grenst Tiên Lập aan huyện Phú Ninh. De aangrenzende xã in Phú Ninh is Tam Lãnh. De aangrenzende xã's in Tiên Phước zijn Tiên An, Tiên Lộc en Tiên Thọ.